# Distretto di Kudō
Il distretto di Kudō (久遠郡?) è uno dei distretti della Sottoprefettura di Hiyama, Hokkaidō, in Giappone.
Attualmente comprende il solo comune di Setana.